# Wu Yonggang
Wu Yonggang ( 吳永剛 / 吴永刚 ) (né le 1er novembre 1907 dans la province de Jiangsu et mort le 18 décembre 1982) est un réalisateur chinois des années 1930, considéré comme l'un des plus importants réalisateurs chinois de gauche de la période pré-communiste.

## Biographie
Wu Yonggang commence sa carrière comme décorateur. Il réalise son premier film en tant que réalisateur en 1934, La Divine ( 神女 Shen Nü), produit par Lianhua Film Company et avec la star Ruan Lingyu.
Il réalise de nombreux films jusque dans les années 1970.

## Filmographie partielle
- 1934 : La Divine (神女, Shén nǚ)
- 1938 : Le Fard et les Larmes (胭脂泪, yān zhī lèi)
- 1980 : Nuit pluvieuse à Bashan (巴山夜雨, bā shān yè yǔ)